# Le Quotidien (Tunisie)
Pour les articles homonymes, voir Le Quotidien.
Le Quotidien (arabe : لوكوتيديان) est un journal tunisien qui paraît quotidiennement en langue française du mardi au dimanche.
Fondé en avril 2001, il édité par le groupe Dar Al Anwar fondé par Slaheddine El Amri en 1981 puis repris par son épouse Saïda El Amri.
Le Quotidien se définit comme un « journal indépendant ».